# Enrique Bullinger
Enrique Bullinger (Bremgarten, Suiza, 18 de julio de 1504 - Zúrich, 17 de septiembre de 1575) fue un reformador suizo, el sucesor de Ulrico Zuinglio como jefe de la iglesia de Zúrich y pastor de Grossmünster. Su figura fue mucho menos controvertida que la de Juan Calvino o Martín Lutero, y a pesar de que su importancia ha sido subestimada, la investigación reciente muestra que fue uno de los teólogos más influyentes de la Reforma Protestante en el siglo XVI.

## Vida
Hijo de Heinrich Bullinger, decano de la iglesia capitular, y de Anna Wiederkehr, nació en Bremgarten, Argovia. El obispo de Constanza, que era supervisor de la zona de Argovia, había sancionado extraoficialmente el concubinato clerical, pero luego se había renunciado a todas las penas de este delito a cambio de una cuota anual. Como tal, Heinrich y Anna fueron capaces de vivir como marido y mujer de forma virtual, y el joven Enrique fue el quinto hijo nacido de la pareja.
En 1519, a la edad de 15 años, sus padres le enviaron a la Universidad de Colonia con la intención de que siguiera a su padre en la carrera eclesiástica, cuando comenzaban a conocerse las noticias relativas a Martín Lutero. Bullinger sentía que tenía que tomar decisiones por sí mismo y empezó un programa sistemático de lectura que se inició con "Sentencias" de Pedro Lombardo, que luego las comparó con los Padres de la Iglesia y la Biblia. En 1520, se puso a estudiar los tratados de Lutero y llegó a la conclusión de que Lutero era más fiel a los Padres de la Iglesia y la Biblia. Entonces, convencido de la doctrina de Lutero, Bullinger renunció a su intención anterior de entrar en la Orden de los Cartujos.
En 1522, regresó a casa, aceptando un puesto como director del colegio del claustro de Kappel, aunque sólo después de haber negociado condiciones especiales, lo cual significaba que no tenía la necesidad de hacer votos monásticos o asistir a misa. En la escuela, Bullinger inició un programa sistemático de lectura de la Biblia y la exégesis para los monjes. Durante este período escuchó las prédicas de Zuinglio y Jud en varias ocasiones; además bajo la influencia de los valdenses, Bullinger tuvo una comprensión más simbólica de la eucaristía. Se puso en contacto con Zuinglio en septiembre de 1524. En 1528, a instancias del Sínodo de Zúrich, abandonó el claustro de Kappel para convertirse en un ministro ordinario de la parroquia.

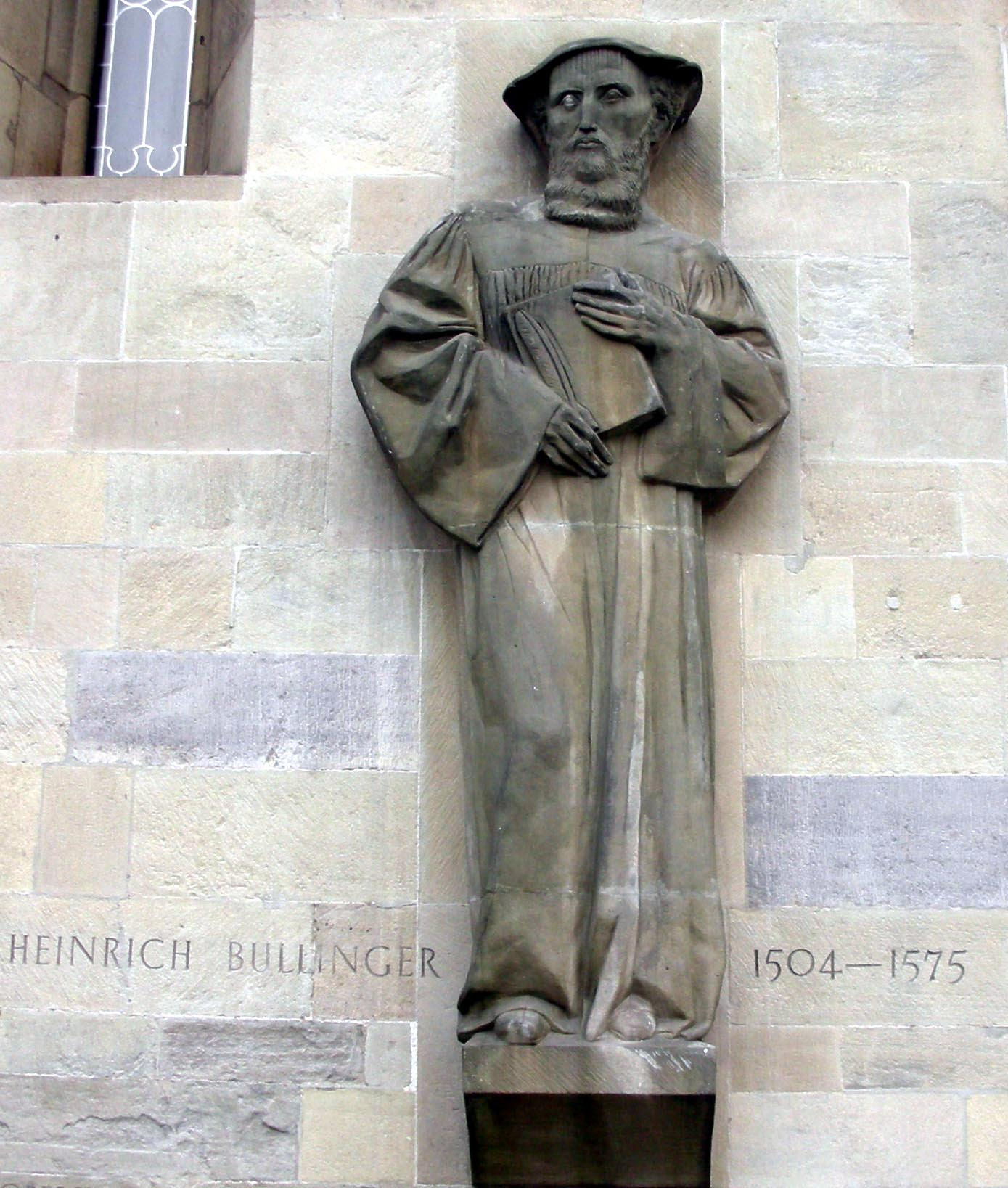
Escultura de Bullinger en Grossmünster.

En 1529 contrae matrimonio con Anna Adlischweiler, una exmonja. Su matrimonio fue feliz y considerado como un ejemplo a seguir. Su casa estaba llena continuamente de fugitivos, colegas y personas en busca de consejo o ayuda. Bullinger fue un padre atento que cuidó de sus once hijos, con los que gustaba jugar y que le incitaron a escribir numerosos versos de Navidad. Todos sus hijos se hicieron pastores.
Después de la derrota en la batalla de Kappel (11 de octubre de 1531), donde cayó Zuinglio, la región de Argovia tuvo que regresar a la fe católica. Bullinger y otros dos pastores hubieron de abandonar la ciudad. Tras haber ganado una reputación como uno de los líderes de los predicadores protestantes, Bullinger recibió rápidamemte ofertas para ocupar el puesto de pastor de Zúrich, Basilea, Berna y Appenzell. Bullinger asumió el cargo de ministro de Zúrich y se granjeó pronto la supervisión sobre los otros ministros de Zúrich, cargo que más tarde sería conocido como el Antistes Zurich.
En diciembre del mismo año, fue elegido, a la edad de 27 años, sucesor de Zuinglio como antistes de la Iglesia de Zúrich. Aceptó la elección sólo después de que el Concejo le hubiera asegurado expresamente que se encontraba en su predicación "libre, independiente y sin restricciones", incluso si se requería la crítica al gobierno. Conservó el cargo hasta su muerte en 1575.
Bullinger se estableció rápidamente como un firme defensor del sistema eclesiológico desarrollado por Zuinglio. En 1532, cuando Jud propuso hacer la disciplina eclesiástica totalmente independiente del poder secular, Bullinger sostuvo que la necesidad de un conjunto independiente de los tribunales de la Iglesia termina cuando el magistrado se convierte al cristianismo, y que en un lugar con un magistrado cristiano, las instituciones del Antiguo Testamento eran apropiadas. Sin embargo, Bullinger no sostuvo que la Iglesia debe estar totalmente subordinada al Estado. 
Murió en Zúrich (1575) y fue sucedido como antistes por Rudolf Gwalther.